# Batelov
Batelov är en köping i Tjeckien.   Den ligger i regionen Vysočina, i den centrala delen av landet, 110 km sydost om huvudstaden Prag. Batelov ligger 553 meter över havet och antalet invånare är 2 388.
Terrängen runt Batelov är huvudsakligen platt, men söderut är den kuperad. Batelov ligger nere i en dal. Runt Batelov är det ganska tätbefolkat, med 60 invånare per kvadratkilometer. Närmaste större samhälle är Jihlava, 16,9 km nordost om Batelov. Omgivningarna runt Batelov är en mosaik av jordbruksmark och naturlig växtlighet.